# عبثاء (ريمة)

تعديل مصدري - تعديل

عبثاء هي قرية جبلية في عزلة بني سعيد (ريمة) بمديرية الجعفرية التابعة لمحافظة ريمة.